# چابکی سگ

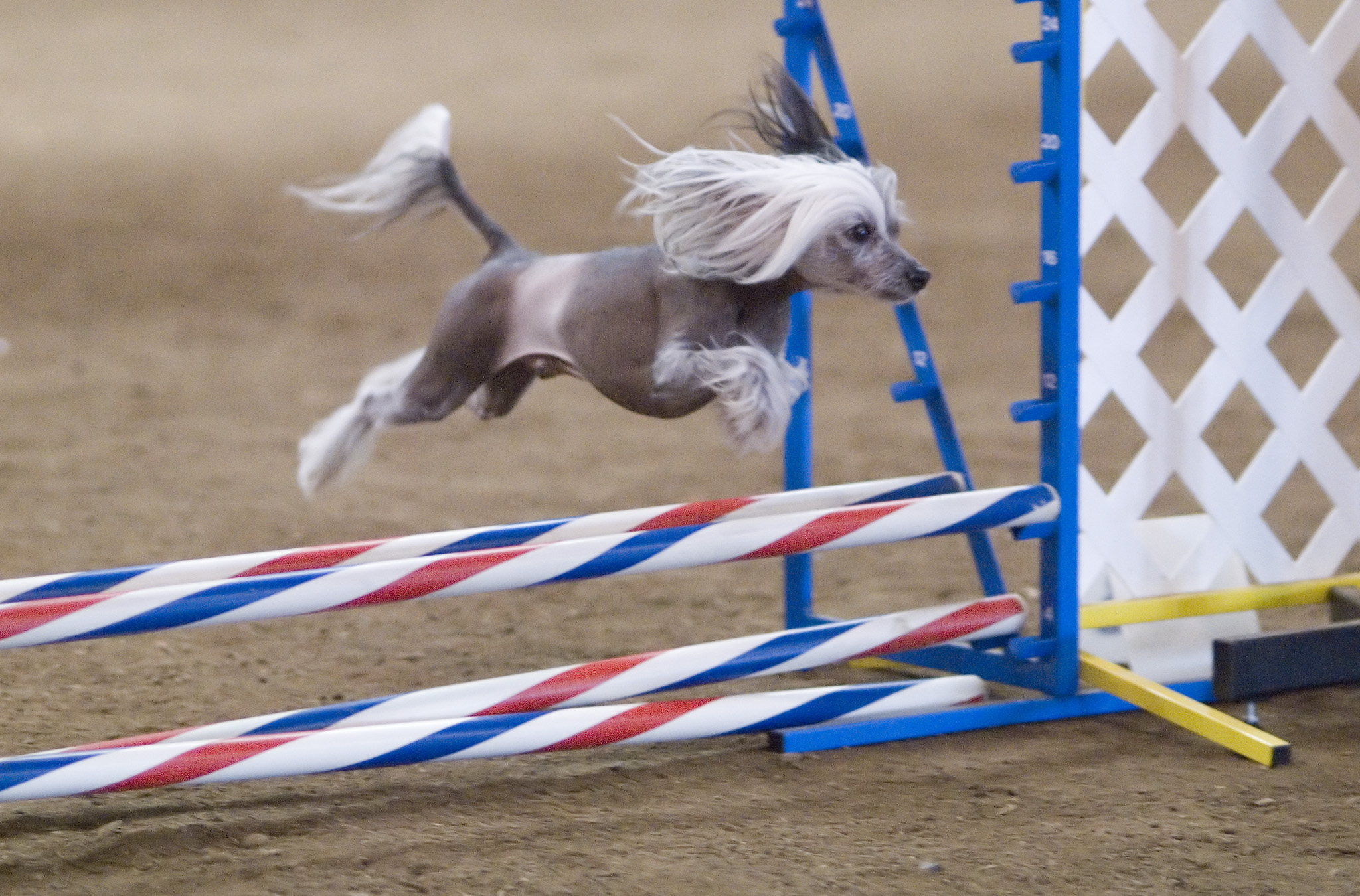
یک سگ کاکلدار چینی بی‌مو که در یک مسابقه چابکی شرکت می‌کند

چابکی سگ (به انگلیسی: Dog agility) یک ورزش سگ است که در آن یک نگهدارنده سگ را از طریق یک مسیر با مانع در یک مسابقه برای زمان و دقت هدایت می‌شود. سگ‌های بدون غذا یا اسباب‌بازی به عنوان انگیزه از افسار فرار می‌کنند و نگهدارنده نمی‌تواند نه سگ و نه موانع را لمس کند. کنترل‌های نگهدارنده به صدا، حرکت و سیگنال‌های مختلف بدن محدود می‌شود و نیاز به آموزش استثنایی حیوان و هماهنگی نگهدارنده دارد.

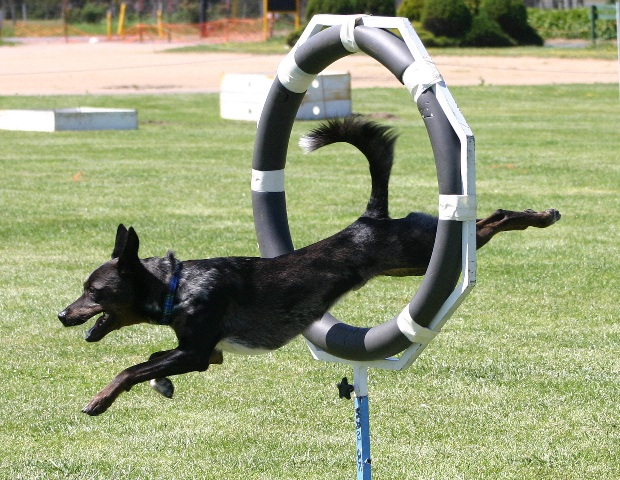
نرم‌خز کولی استرالیایی که در یک آزمایش چابکی رقابت می‌کند

اگرچه هر سازمان قوانین خاص خود را دارد، اما همه سگ‌ها را به گروه‌های کوچکتری تقسیم می‌کنند که از نظر اندازه و تجربه به یکدیگر نزدیک هستند تا برنده‌ها و امتیازها را محاسبه کنند.